# Thomas Henry Potts
Thomas Henry Potts (* 23 de diciembre de 1824
– 27 de julio de 1888) era un naturalista de Nueva Zelanda, nacido en Inglaterra, ornitólogo, entomólogo, y botánico. 
Hijo de un fabricante manufacturero, emigró a Nueva Zelanda en 1854 y realizó muchas observaciones naturales describiendo especies nuevas para la ciencia, como la Gaviota de pico negro y el Apteryx haastii o Kiwi moteado mayor. 

## Abreviatura (zoología)
La abreviatura Potts  se emplea para indicar a Thomas Henry Potts como autoridad en la descripción y taxonomía en zoología.

- La abreviatura «Potts» se emplea para indicar a Thomas Henry Potts como autoridad en la descripción y clasificación científica de los vegetales.[1]